# Emiliano Té
Emiliano Té (Bissau, 15 aprile 1983) è un ex calciatore guineense, di ruolo centrocampista.

## Carriera

### Nazionale
Tra il 2007 ed il 2014 ha giocato complessivamente 8 partite in nazionale.